# Florence Lina Mouissou
Florence Lina Mouissou (đôi khi Florence Lina Bamona-Mouissou) là một tiểu thuyết gia đến từ Cộng hòa Congo, hiện đang sống ở Paris, Pháp.

## Đầu đời
Mouissou sinh năm 1972. Sau khi hoàn thành chương trình học tiểu học và trung học tại Pointe-Noire, bà đến Paris để học văn. Bà cũng đã nhận được bằng tốt nghiệp viết kịch bản từ Cinécours ở Quebec.

## Tác phẩm đã xuất bản
- Lê cộng vieux métier du monde. Nice: Phiên bản Bénévent, 2005. ISBN 2 84871 954 0
- Le Destinimaeminata. Paris: L'Harmattan, 2009. ISBN 978-2-296-08388-2 Mã số   979-2-296-08388-2.